# Willie White
Willie White (Memphis, Tennessee, 20 de agosto de 1962) es un exjugador de baloncesto estadounidense que disputó dos temporadas en la NBA y una más en la USBL. Con 1,90 metros de estatura, lo hacía en la posición de escolta.

## Trayectoria deportiva

### Universidad
Jugó durante cuatro temporadas con los Mocs de la Universidad de Tennessee-Chattanooga, donde promedió 16,2 puntos, 4,1 rebotes y 2,4 asistencias por partido. Fue titular en los 122 partidos que disputó, acabando como el máximo anotador histórico de los Mocs, con 1.972 puntos. En sus tres últimas temporadas fue incluido en el mejor quinteto de la Southern Conference, y en 1982 elegido Jugador del Año.

### Profesional
Fue elegido en la cuadragésimo segunda posición del Draft de la NBA de 1984 por Denver Nuggets, donde jugó dos temporadas, siendo una de las últimas opciones del banquillo para su entrenador Doug Moe. Su mejor campaña fue la segunda, la 1985-86, en la que promedió 4,0 puntos y 1,2 asistencias por partido como suplente de Fat Lever.
Jugó posteriormente una temporada en la USBL, mientras que el resto de su carrera transcurrió en equipos europeos.

## Estadísticas de su carrera en la NBA

### Temporada regular
| Temporada | Edad | Equipo         | Liga | P  | TIT | MIN | TC  | TCA | %TC  | 3P  | 3PA | %3P  | TL  | TLA | %TL  | R.OF. | R.DEF. | REB | ASIS | ROB | TAP | PER | FP  | PTS |
| 1984-85   | 22   | Denver Nuggets | NBA  | 39 | 0   | 6.0 | 1.3 | 3.2 | .419 | 0.1 | 0.3 | .364 | 0.5 | 0.8 | .677 | 0.4   | 0.5    | 0.9 | 0.7  | 0.1 | 0.1 | 0.8 | 0.6 | 3.3 |
| 1985-86   | 23   | Denver Nuggets | NBA  | 43 | 4   | 8.0 | 1.7 | 3.9 | .440 | 0.1 | 0.5 | .286 | 0.4 | 0.5 | .826 | 0.4   | 0.6    | 1.0 | 1.2  | 0.4 | 0.0 | 0.6 | 0.6 | 4.0 |
| Total     |      |                | NBA  | 82 | 4   | 7.0 | 1.5 | 3.6 | .432 | 0.1 | 0.4 | .313 | 0.5 | 0.7 | .741 | 0.4   | 0.6    | 1.0 | 1.0  | 0.3 | 0.0 | 0.7 | 0.6 | 3.7 |

### Playoffs
| Temporada | Edad | Equipo         | Liga | P  | MIN | TCA | TC | 3PA | 3P | TLA | TL | R.OF. | REB | ASIS | ROB | TAP | PER | FP | PTS | %TC  | %3P  | %FT  | MIN  | PTS | REB | AST |
| 1984-85   | 22   | Denver Nuggets | NBA  | 10 | 123 | 27  | 57 | 2   | 3  | 7   | 12 | 9     | 17  | 17   | 5   | 0   | 16  | 6  | 63  | .474 | .667 | .583 | 12.3 | 6.3 | 1.7 | 1.7 |
| 1985-86   | 23   | Denver Nuggets | NBA  | 4  | 21  | 2   | 7  | 1   | 4  | 0   | 0  | 1     | 3   | 6    | 1   | 0   | 2   | 4  | 5   | .286 | .250 |      | 5.3  | 1.3 | 0.8 | 1.5 |
| Total     |      |                | NBA  | 14 | 144 | 29  | 64 | 3   | 7  | 7   | 12 | 10    | 20  | 23   | 6   | 0   | 18  | 10 | 68  | .453 | .429 | .583 | 10.3 | 4.9 | 1.4 | 1.6 |